# Pozo Lieres
El pozo Solvay, también conocido con los nombres de pozo Lieres y pozo Siero, es una antigua explotación subterránea de carbón ubicada en la parroquia asturiana de Lieres, concejo de Siero (España). El pozo se sitúa junto al poblado minero Campiello o Solvay, que fue levantado por la empresa belga del mismo nombre (fundada por Ernest Solvay) siguiendo sus políticas paternalista a comienzos del siglo XX. La mina se encuentra abandonada. 

## Historia

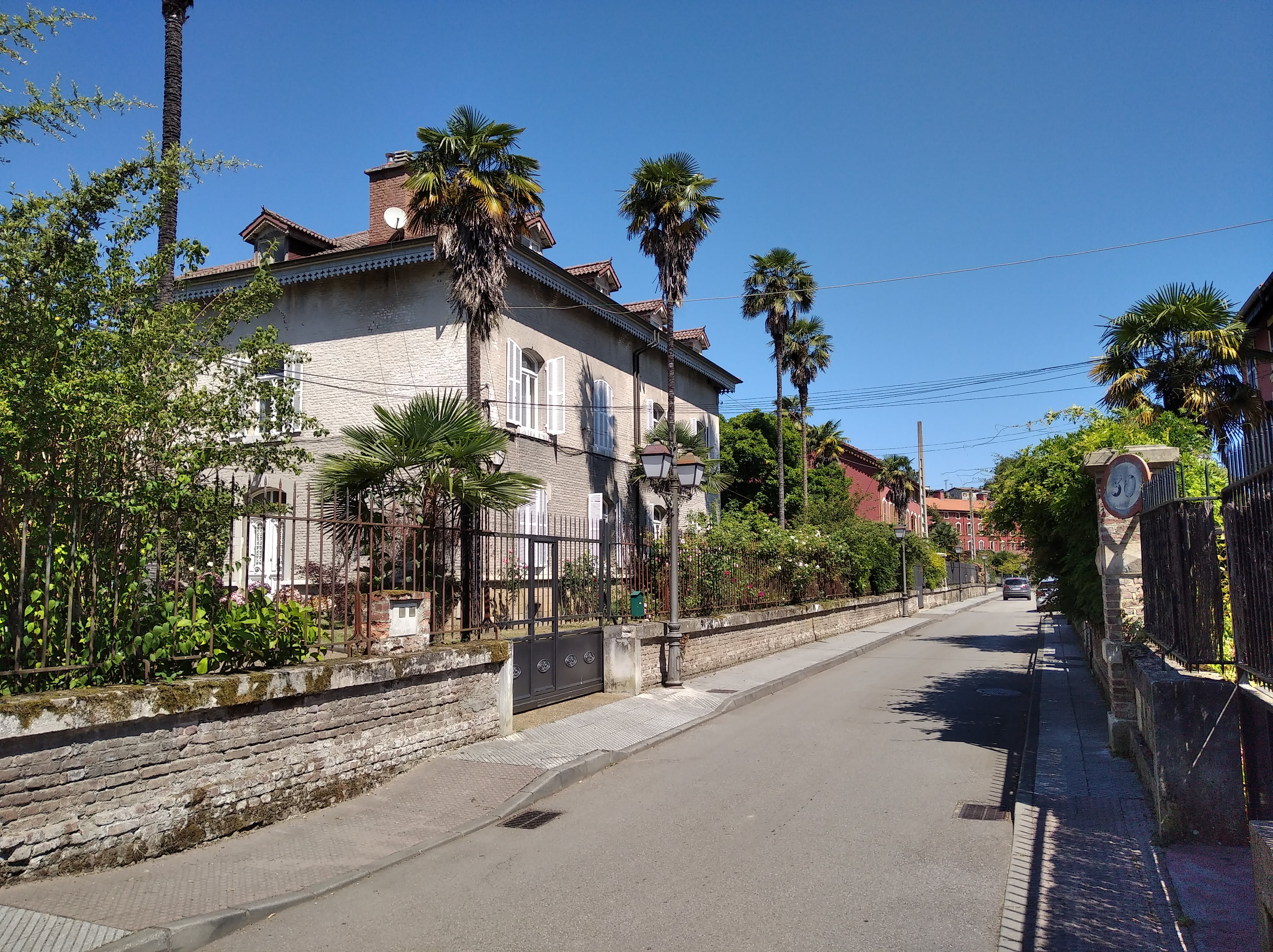
Edificio del poblado minero de El Campiello, cerca del pozo

En torno a 1900 la conocida empresa belga Solvay, en su expansión internacional, funda una fábrica en Barreda en el municipio cántabro de Torrelavega, en el norte de España. Para abastecerse de carbón, elige la zona de Lieres, en el municipio asturiano de Siero, zona muy próxima a la cuenca minera de Langreo. Gaspar Melchor de Jovellanos ya había visitado en esta zona las minas de la Compañía San Luis a finales del siglo XVIII, cuando la explotación de la hulla aún se hacía de forma muy rudimentaria a través de pequeñas bocaminas. 
Cuando llegó Solvay 1903, adquiere la empresa La Fraternidad, la cual explotaba la hulla de Lieres. En 1917 profundiza el primero de los pozos verticales. El pozo se fue extendiendo por una gran plaza bien organizada dividida en dos niveles, uno para la mina y dependencias y otro para el lavado de carbón, oficinas, aseo y economato. La máquina de extracción, que era de vapor, se conserva en el Museo de la Minería de Asturias. En los años 40 se construyen nuevas dependencias con maquinaria moderna. En 1942 se renueva el castillete antiguo utilizando de forma excepcional en Asturias, hormigón en la estructura. En 1950 comienza la profundización de un nuevo pozo paralelo al anterior, el nº2. Ambos alcanzaron más de 700 metros de profundidad desde la superficie. 
Con la creación de Hunosa en 1967, el pozo no es integrada en la empresa pública. No es hasta 1994 cuando lo hace, rebautizándose como pozo Siero, para ser cerrado sólo siete años después. 
Con la intención de construir un polígono industrial, se derribaron las instalaciones más antiguas de la mina. Sin embargo dicho polígono nunca ha llegado a construirse. En 2019 se anuncia la intención de restaurar dos edificios como vivero de empresas.

### Edificios conservados
- Castillete nº1
- Casa de máquinas nº1
- Cobertizo de embarque nº1
- Castillete nº2
- Casa de máquinas nº2
- Chimenea de ladrillo
- Central eléctrica
- Otras dependencias